# Alacranes Rojos de Apatzingán
Club Deportivo Alacranes Rojos de Apatzingán (span. für Sportverein Rote Skorpione von Apatzingán) ist ein ehemaliger Fußballverein aus der im mexikanischen Bundesstaat Michoacán gelegenen Stadt Apatzingán.

## Geschichte
Bei ihrem ersten Ausflug in den Profifußball spielten die Alacranes Rojos in der Saison 1987/88 in der seinerzeit noch zweitklassigen Segunda División und in den beiden darauffolgenden Spielzeiten in der damals drittklassigen Segunda División 'B'.
Später stiegen die Alacranes Rojos in die viertklassige Tercera División ein. Nach dem Gewinn dieser Liga im Sommerturnier 2002 (Rückrunde der Saison 2001/02) stieg die Mannschaft in die nunmehr drittklassige Segunda División auf, in der die „Alacranes Rojos“ in den folgenden vier Spielzeiten zwischen 2002/03 und 2005/06 vertreten waren, bevor sie sich im Sommer 2006 erneut aus dem Profifußball zurückzogen. 
Seinen größten sportlichen Erfolg im 21. Jahrhundert verbuchte der Verein in der Apertura 2004 (Hinrunde der Saison 2004/05) mit dem Erreichen des Viertelfinals der Segunda División. Dort scheiterten die „Alacranes“ mit 1:1 und 1:4 gegen den späteren Meister Académicos.

## Erfolge
- Meister der Tercera División: Verano 2002